# Carme Matas Aurigemma
Carme Matas Aurigemma (Barcelona, 19 de octubre de 1869-Barcelona, 24 de mayo de 1943) fue una pianista y pedagoga española. 

## Biografía
Comenzó su formación musical en la escuela municipal de música de Barcelona estudiando piano con Joan Baptista Pujol, armonía con Bonaventura Frigola y composición con Gabriel Balart. Recibió el primer premio de piano ex aequo con Ricardo Viñes, siendo la primera mujer en conseguirlo. Fue profesora de la escuela municipal de música de Barcelona. Como concertista realizó diferentes recitales, destacando la Exposición Universal de Barcelona de 1888, donde coincidió con Isaac Albéniz entre otros y, gracias al éxito que obtuvo, consiguió una gran notoriedad. Con su hijo, el violonchelista Josep Ricart Matas, realizó conciertos por España y diversas ciudades europeas, siendo muy elogiados por la crítica del momento.